# Какало Олексій Васильович
Кака́ло Олексій Васильович, (народився 27 січня 1942 у с. Держанівка, Носівського району. Художник-пейзажист і портретист. Заслужений художник України. Член Національної Спілки художників України, голова Чернігівською обласної організації Національної спілки художників України. 

## Життєпис
Закінчив Київський художній інститут (1971; викладачі П. Басанець, В. Пузирков, К. Трохименко).
Працював у Чернігові: у художньо-виробничих майстернях (1971—1997), головним художником (1974—1975).
Від 1997 — в Чернігівській обласній організації НСХУ: відповідальний секретар, у 2000—2012 роках — голова.

## Творчість
Автор портретів скульптора В. Богомолова, «Портрету матері», «Українки», полотен «На дорогах війни», «Чернігівська весна», «Повінь на Десні», «Новгород-Сіверський» та інших.